# Llista d'asteroides/192901-193000
| Nom      | Designació provisional | Data de descobriment   | Lloc de descobriment | Descobridor/s         |
| -------- | ---------------------- | ---------------------- | -------------------- | --------------------- |
| 192901 - | 1999 XR151             | 7 de desembre de 1999  | Kitt Peak            | Spacewatch            |
| 192902 - | 1999 XC156             | 8 de desembre de 1999  | Socorro              | LINEAR                |
| 192903 - | 1999 XX177             | 10 de desembre de 1999 | Socorro              | LINEAR                |
| 192904 - | 1999 XG185             | 12 de desembre de 1999 | Socorro              | LINEAR                |
| 192905 - | 1999 XU210             | 13 de desembre de 1999 | Socorro              | LINEAR                |
| 192906 - | 1999 XJ213             | 14 de desembre de 1999 | Socorro              | LINEAR                |
| 192907 - | 1999 XU213             | 14 de desembre de 1999 | Socorro              | LINEAR                |
| 192908 - | 1999 XG223             | 13 de desembre de 1999 | Kitt Peak            | Spacewatch            |
| 192909 - | 1999 XD227             | 15 de desembre de 1999 | Kitt Peak            | Spacewatch            |
| 192910 - | 1999 XG233             | 2 de desembre de 1999  | Anderson Mesa        | LONEOS                |
| 192911 - | 1999 XB237             | 5 de desembre de 1999  | Kitt Peak            | Spacewatch            |
| 192912 - | 1999 XU245             | 5 de desembre de 1999  | Socorro              | LINEAR                |
| 192913 - | 1999 XC247             | 5 de desembre de 1999  | Kitt Peak            | Spacewatch            |
| 192914 - | 1999 XY247             | 6 de desembre de 1999  | Socorro              | LINEAR                |
| 192915 - | 1999 XD251             | 5 de desembre de 1999  | Kitt Peak            | Spacewatch            |
| 192916 - | 1999 XR256             | 7 de desembre de 1999  | Catalina             | CSS                   |
| 192917 - | 1999 YA4               | 19 de desembre de 1999 | Socorro              | LINEAR                |
| 192918 - | 1999 YV9               | 27 de desembre de 1999 | Kitt Peak            | Spacewatch            |
| 192919 - | 1999 YH10              | 27 de desembre de 1999 | Kitt Peak            | Spacewatch            |
| 192920 - | 1999 YT10              | 27 de desembre de 1999 | Kitt Peak            | Spacewatch            |
| 192921 - | 1999 YD11              | 27 de desembre de 1999 | Kitt Peak            | Spacewatch            |
| 192922 - | 1999 YM14              | 30 de desembre de 1999 | Socorro              | LINEAR                |
| 192923 - | 1999 YY14              | 30 de desembre de 1999 | Monte Agliale        | S. Donati             |
| 192924 - | 1999 YU20              | 30 de desembre de 1999 | Mauna Kea            | C. Veillet            |
| 192925 - | 1999 YU25              | 27 de desembre de 1999 | Kitt Peak            | Spacewatch            |
| 192926 - | 2000 AN5               | 4 de gener de 2000     | Višnjan Observatory  | K. Korlević           |
| 192927 - | 2000 AH6               | 3 de gener de 2000     | San Marcello         | A. Boattini, G. Forti |
| 192928 - | 2000 AP6               | 5 de gener de 2000     | Kleť                 | Kleť                  |
| 192929 - | 2000 AT44              | 5 de gener de 2000     | Kitt Peak            | Spacewatch            |
| 192930 - | 2000 AV52              | 4 de gener de 2000     | Socorro              | LINEAR                |
| 192931 - | 2000 AW71              | 5 de gener de 2000     | Socorro              | LINEAR                |
| 192932 - | 2000 AO92              | 2 de gener de 2000     | Socorro              | LINEAR                |
| 192933 - | 2000 AN111             | 5 de gener de 2000     | Socorro              | LINEAR                |
| 192934 - | 2000 AY121             | 5 de gener de 2000     | Socorro              | LINEAR                |
| 192935 - | 2000 AZ149             | 7 de gener de 2000     | Socorro              | LINEAR                |
| 192936 - | 2000 AV153             | 2 de gener de 2000     | Socorro              | LINEAR                |
| 192937 - | 2000 AS170             | 7 de gener de 2000     | Socorro              | LINEAR                |
| 192938 - | 2000 AJ185             | 7 de gener de 2000     | Socorro              | LINEAR                |
| 192939 - | 2000 AK188             | 8 de gener de 2000     | Socorro              | LINEAR                |
| 192940 - | 2000 AG206             | 3 de gener de 2000     | Kitt Peak            | Spacewatch            |
| 192941 - | 2000 AD207             | 3 de gener de 2000     | Kitt Peak            | Spacewatch            |
| 192942 - | 2000 AB219             | 8 de gener de 2000     | Kitt Peak            | Spacewatch            |
| 192943 - | 2000 AJ223             | 9 de gener de 2000     | Kitt Peak            | Spacewatch            |
| 192944 - | 2000 AC226             | 12 de gener de 2000    | Kitt Peak            | Spacewatch            |
| 192945 - | 2000 AD227             | 10 de gener de 2000    | Kitt Peak            | Spacewatch            |
| 192946 - | 2000 AQ230             | 3 de gener de 2000     | Socorro              | LINEAR                |
| 192947 - | 2000 AR250             | 2 de gener de 2000     | Kitt Peak            | Spacewatch            |
| 192948 - | 2000 BA                | 16 de gener de 2000    | Prescott             | P. G. Comba           |
| 192949 - | 2000 BP1               | 27 de gener de 2000    | Kitt Peak            | Spacewatch            |
| 192950 - | 2000 BQ2               | 28 de gener de 2000    | Socorro              | LINEAR                |
| 192951 - | 2000 BK7               | 29 de gener de 2000    | Socorro              | LINEAR                |
| 192952 - | 2000 BZ18              | 30 de gener de 2000    | Socorro              | LINEAR                |
| 192953 - | 2000 BJ21              | 29 de gener de 2000    | Kitt Peak            | Spacewatch            |
| 192954 - | 2000 BF22              | 30 de gener de 2000    | Kitt Peak            | Spacewatch            |
| 192955 - | 2000 BX39              | 27 de gener de 2000    | Kitt Peak            | Spacewatch            |
| 192956 - | 2000 CF8               | 2 de febrer de 2000    | Socorro              | LINEAR                |
| 192957 - | 2000 CC35              | 2 de febrer de 2000    | Socorro              | LINEAR                |
| 192958 - | 2000 CY68              | 1 de febrer de 2000    | Kitt Peak            | Spacewatch            |
| 192959 - | 2000 CW71              | 7 de febrer de 2000    | Kitt Peak            | Spacewatch            |
| 192960 - | 2000 CY77              | 7 de febrer de 2000    | Kitt Peak            | Spacewatch            |
| 192961 - | 2000 CH80              | 4 de febrer de 2000    | Socorro              | LINEAR                |
| 192962 - | 2000 CF101             | 12 de febrer de 2000   | Kitt Peak            | Spacewatch            |
| 192963 - | 2000 CO110             | 6 de febrer de 2000    | Socorro              | LINEAR                |
| 192964 - | 2000 CF127             | 2 de febrer de 2000    | Socorro              | LINEAR                |
| 192965 - | 2000 CP129             | 3 de febrer de 2000    | Kitt Peak            | Spacewatch            |
| 192966 - | 2000 CS140             | 6 de febrer de 2000    | Kitt Peak            | Spacewatch            |
| 192967 - | 2000 DF9               | 26 de febrer de 2000   | Kitt Peak            | Spacewatch            |
| 192968 - | 2000 DP9               | 26 de febrer de 2000   | Kitt Peak            | Spacewatch            |
| 192969 - | 2000 DH10              | 26 de febrer de 2000   | Kitt Peak            | Spacewatch            |
| 192970 - | 2000 DV10              | 26 de febrer de 2000   | Kitt Peak            | Spacewatch            |
| 192971 - | 2000 DE14              | 28 de febrer de 2000   | Kitt Peak            | Spacewatch            |
| 192972 - | 2000 DH20              | 29 de febrer de 2000   | Socorro              | LINEAR                |
| 192973 - | 2000 DL23              | 29 de febrer de 2000   | Socorro              | LINEAR                |
| 192974 - | 2000 DF30              | 29 de febrer de 2000   | Socorro              | LINEAR                |
| 192975 - | 2000 DC33              | 29 de febrer de 2000   | Socorro              | LINEAR                |
| 192976 - | 2000 DB37              | 29 de febrer de 2000   | Socorro              | LINEAR                |
| 192977 - | 2000 DM39              | 29 de febrer de 2000   | Socorro              | LINEAR                |
| 192978 - | 2000 DO41              | 29 de febrer de 2000   | Socorro              | LINEAR                |
| 192979 - | 2000 DG50              | 29 de febrer de 2000   | Socorro              | LINEAR                |
| 192980 - | 2000 DF57              | 29 de febrer de 2000   | Socorro              | LINEAR                |
| 192981 - | 2000 DK57              | 29 de febrer de 2000   | Socorro              | LINEAR                |
| 192982 - | 2000 DX59              | 29 de febrer de 2000   | Socorro              | LINEAR                |
| 192983 - | 2000 DK64              | 29 de febrer de 2000   | Socorro              | LINEAR                |
| 192984 - | 2000 DM64              | 29 de febrer de 2000   | Socorro              | LINEAR                |
| 192985 - | 2000 DA65              | 29 de febrer de 2000   | Socorro              | LINEAR                |
| 192986 - | 2000 DM65              | 29 de febrer de 2000   | Socorro              | LINEAR                |
| 192987 - | 2000 DD67              | 29 de febrer de 2000   | Socorro              | LINEAR                |
| 192988 - | 2000 DN70              | 29 de febrer de 2000   | Socorro              | LINEAR                |
| 192989 - | 2000 DX72              | 29 de febrer de 2000   | Socorro              | LINEAR                |
| 192990 - | 2000 DK75              | 29 de febrer de 2000   | Socorro              | LINEAR                |
| 192991 - | 2000 DG78              | 29 de febrer de 2000   | Socorro              | LINEAR                |
| 192992 - | 2000 DR87              | 29 de febrer de 2000   | Socorro              | LINEAR                |
| 192993 - | 2000 DF90              | 27 de febrer de 2000   | Kitt Peak            | Spacewatch            |
| 192994 - | 2000 DQ90              | 27 de febrer de 2000   | Kitt Peak            | Spacewatch            |
| 192995 - | 2000 DT92              | 28 de febrer de 2000   | Kitt Peak            | Spacewatch            |
| 192996 - | 2000 DW108             | 29 de febrer de 2000   | Socorro              | LINEAR                |
| 192997 - | 2000 DP109             | 29 de febrer de 2000   | Socorro              | LINEAR                |
| 192998 - | 2000 DJ110             | 25 de febrer de 2000   | Uccle                | T. Pauwels            |
| 192999 - | 2000 DG111             | 29 de febrer de 2000   | Socorro              | LINEAR                |
| 193000 - | 2000 DW112             | 25 de febrer de 2000   | Kitt Peak            | Spacewatch            |